# Géza Polónyi

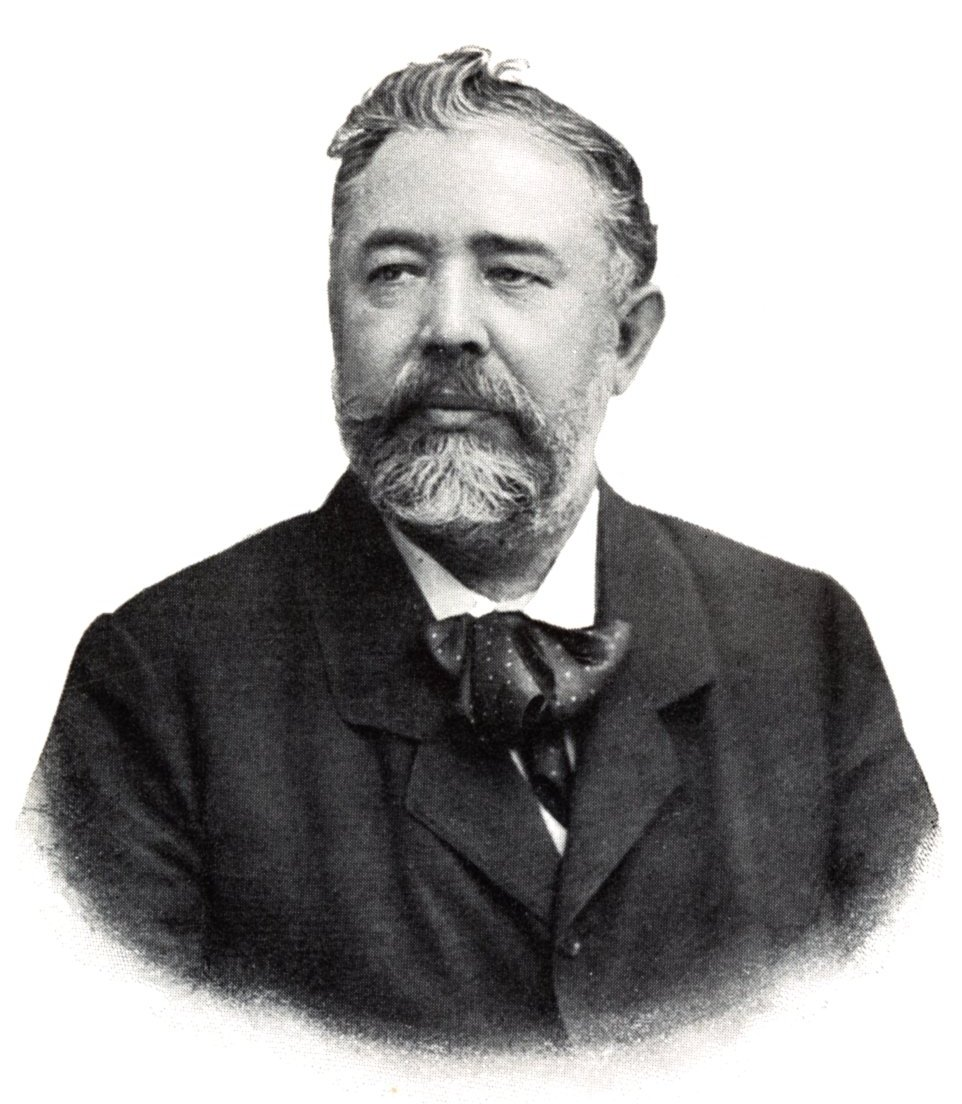
Géza Polónyi (1905)

Géza Polónyi (* 3. April 1848 in Zsitvakenéz, Komitat Bars; † 1. Februar 1920 in Budapest) war ein ungarischer Politiker, Jurist und Justizminister.

## Leben
Polónyi studierte in Pozsony und Budapest Jura und war von 1871 bis 1906 Anwalt in Budapest. Von 1881 bis 1918 war er für sechs verschiedene Wahlkreise Reichstagsabgeordneter und hatte auch entscheidenden Anteil an der Ausarbeitung der Komitatsreform 1876. Zur Zeit der Beamtenregierung von Géza Fejérváry war er eines der führenden Mitglieder der Opposition. Von 8. April 1906 bis 2. Februar 1907 war er im Kabinett von Sándor Wekerle Justizminister. Von 1918 bis 1920 war er Vorsitzender des Hauptstädtischen Rats für öffentliche Arbeiten (Fővárosi Közmunkák Tanácsa).